# Hrabstwo Waupaca
Hrabstwo Waupaca (ang. Walworth County) – hrabstwo w stanie Wisconsin w Stanach Zjednoczonych.
Obszar całkowity hrabstwa obejmuje powierzchnię 765,33 mil² (1982,2 km²). Według szacunków United States Census Bureau w roku 2009 miało 51 665 mieszkańców. Jego siedzibą administracyjną jest Waupaca.
Hrabstwo powstało w 1851.

## Miasta
- Bear Creek
- Caledonia
- Clintonville
- Dayton
- Dupont
- Farmington
- Fremont
- Harrison
- Helvetia
- Iola
- Larrabee
- Lebanon
- Lind
- Little Wolf
- Manawa
- Marion
- Matteson
- Mukwa
- Royalton
- Scandinavia
- St. Lawrence
- Union
- Waupaca – city
- Waupaca – town
- Weyauwega – city
- Weyauwega – town
- Wyoming

## Wioski
- Big Falls
- Embarrass
- Fremont
- Iola
- Ogdensburg
- Scandinavia

## CDP
- Chain O' Lakes
- King
- Northport